# ニジニ・タギル市電
ニジニ・タギル市電（ロシア語: Нижнетагильский трамвай）は、ロシア連邦の都市であるニジニ・タギル市内に存在する路面電車。ソビエト連邦（ソ連）時代の1937年に開通し、2020年現在はニジニ・タギル市の単一企業体であるタギルスキー軌道（タギルスキー・トラムヴァーイ、Тагильский трамвай）によって運営される。

## 歴史
工業都市として長い歴史を有するニジニ・タギル市内に路線網を有する路面電車。1935年のソビエト連邦閣僚会議で建設計画の承認を受けた後、1937年から営業運転を開始した。第二次世界大戦（大祖国戦争）前の路線網の拡張に加え、1960年代から1980年代初頭にかけては住宅地の開発による工業地帯と住宅地を結ぶ輸送手段として多数の系統が開通し、1986年時点の年間利用者数は3,500万人にも及んだ。その後、ペレストロイカやソビエト連邦の崩壊などによる経済の混乱により車両や施設の保守に難が生じ、1996年時点の年間利用客数は1,400万人にまで減少したが、それ以降は運営組織の再編や新型車両の導入により近代化が図られている。その過程でニジニ・タギル市が運営していた路線については1999年に単一企業体のタギルエレクトロトランス（Тагилэлектротранс）へ移管されたが、財政難の結果2006年に破産が宣告され、翌2007年に都市電気輸送管理会社（Управляющая компания городским электротранспортом）へ再度移管された後、後述のように2008年からは現在のタギルスキー軌道による運営となっている。
ニジニ・タギル市内の公共交通に加えて各地の工場への移動手段と言う役割を持つ事から、2000年代までニジニ・タギル市および同市が所有する単一企業体の系統と同市に工場を有するウラルヴァゴンザヴォードによって運営される系統が並立していたが、2008年9月1日に後者が所有していた車庫の運営権がニジニ・タギル市に譲渡され、以降は両者とも市営単一企業体のタギルスキー軌道によって運営されている。

## 運行
2020年現在、ニジニ・タギル市電では以下の系統が設定されている。ただし経由する高架橋の修繕工事に伴い、2020年6月15日以降一部系統が運休しており、それに伴う臨時系統の新設や運行系統の一時的な増発などの措置が取られている。
運賃については2020年8月1日に改訂が行われ、片道21ルーブルとなっている他、ニジニ・タギル市民を対象とした1日（70ルーブル）、半月（600ルーブル）、1ヶ月（1,100ルーブル）単位の乗車券、企業を対象とした1ヶ月分の定期券（1,200ルーブル）等の展開も行われており、学生や年金支給者は割引の対象となる。運賃は現金のほか、各種クレジットカードやアプリケーションからも支払い可能である。
| 系統番号 | 経由                                                                  | 備考                         |
| -------- | --------------------------------------------------------------------- | ---------------------------- |
| 1        | УВЗ → Островского/ГГМ                                                 | [ 7 ]                        |
| 2        | Ул. Островского - Пр. Ленина - Тагилстрой                             | 2020年6月以降運休中          |
| 3        | Ул. Островского - Пр. Ленина - Красный Камень - Выя - Ул. Островского | 環状系統 2020年6月以降運休中 |
| 4        | ВМЗ - Красный Камень - Тагилстрой                                     | 2020年6月以降運休中          |
| 6        | УВЗ - Посёлок Северный                                                | [ 3 ]                        |
| 8        | УВЗ - Приречный мкрн.                                                 | 2020年6月以降運休中          |
| 9        | ВМЗ - Пр. Ленина - Тагилстрой                                         | 環状系統                     |
| 10       | УВЗ - Пихтовые Горы                                                   | [ 3 ]                        |
| 11       | Пихтовые Горы - Посёлок Северный                                      | [ 3 ]                        |
| 12       | Ул. Островского - Посёлок Северный                                    | [ 3 ]                        |
| 15       | Новая Кушва - ГГМ                                                     | [ 3 ]                        |
| 15P      | Приречный мкрн. - Выя - ГГМ                                           | 3号線運休に伴う臨時系統      |
| 17       | КОстровского/ГГМ → Клиничес → УВЗ                                     | [ 7 ]                        |

## 車両
2023年現在、ニジニ・タギル市電で運行している営業用車両は以下の通り。ノヴァクシュバ（Новой Кушве）とヴァゴンカ（Вагонке）の2箇所の車庫に在籍しており、一部車両は車内の床上高さが低い超低床電車である。最新の車両は、2022年から2023年にかけて12両の導入が実施されたウラルトランスマッシュ製の部分超低床電車の71-412で、それ以外の営業用車両についてもウラルトランスマッシュ製の車両に統一されている。
| 製造企業                         | 車両形式 | 車両形式  | 両数 | 車庫           | 備考・参考         |
| -------------------------------- | -------- | --------- | ---- | -------------- | ------------------ |
| ウスチ＝カタフスキー車両製造工場 | 71-605   | 71-605    | 1両  | ノヴァクシュバ | 運用離脱中         |
| ウスチ＝カタフスキー車両製造工場 | 71-605   | 71-605A   | 3両  | ヴァゴンカ     | 運用離脱中         |
| ウスチ＝カタフスキー車両製造工場 | 71-608   | 71-608KM  | 2両  | ノヴァクシュバ | 運用離脱中         |
| ウスチ＝カタフスキー車両製造工場 | 71-608   | 71-608KM  | 1両  | ヴァゴンカ     | 運用離脱中         |
| ウラルトランスマッシュ           | 71-402   | 71-402    | 5両  | ヴァゴンカ     |                    |
| ウラルトランスマッシュ           | 71-403   | 71-403    | 1両  | ノヴァクシュバ |                    |
| ウラルトランスマッシュ           | 71-403   | 71-403    | 3両  | ヴァゴンカ     |                    |
| ウラルトランスマッシュ           | 71-405   | 71-405    | 8両  | ノヴァクシュバ |                    |
| ウラルトランスマッシュ           | 71-405   | 71-405    | 7両  | ヴァゴンカ     |                    |
| ウラルトランスマッシュ           | 71-405   | 71-405-11 | 10両 | ヴァゴンカ     |                    |
| ウラルトランスマッシュ           | 71-407   | 71-407    | 25両 | ノヴァクシュバ | 部分超低床電車     |
| ウラルトランスマッシュ           | 71-407   | 71-407    | 15両 | ヴァゴンカ     | 部分超低床電車     |
| ウラルトランスマッシュ           | 71-415   | 71-415    | 3両  | ノヴァクシュバ | 超低床電車         |
| ウラルトランスマッシュ           | 71-415   | 71-415R   | 2両  | ノヴァクシュバ | レトロ調超低床電車 |
| ウラルトランスマッシュ           | 71-412   | 71-412    | 7両  | ノヴァクシュバ | 部分超低床電車     |
| ウラルトランスマッシュ           | 71-412   | 71-412    | 5両  | ヴァゴンカ     | 部分超低床電車     |

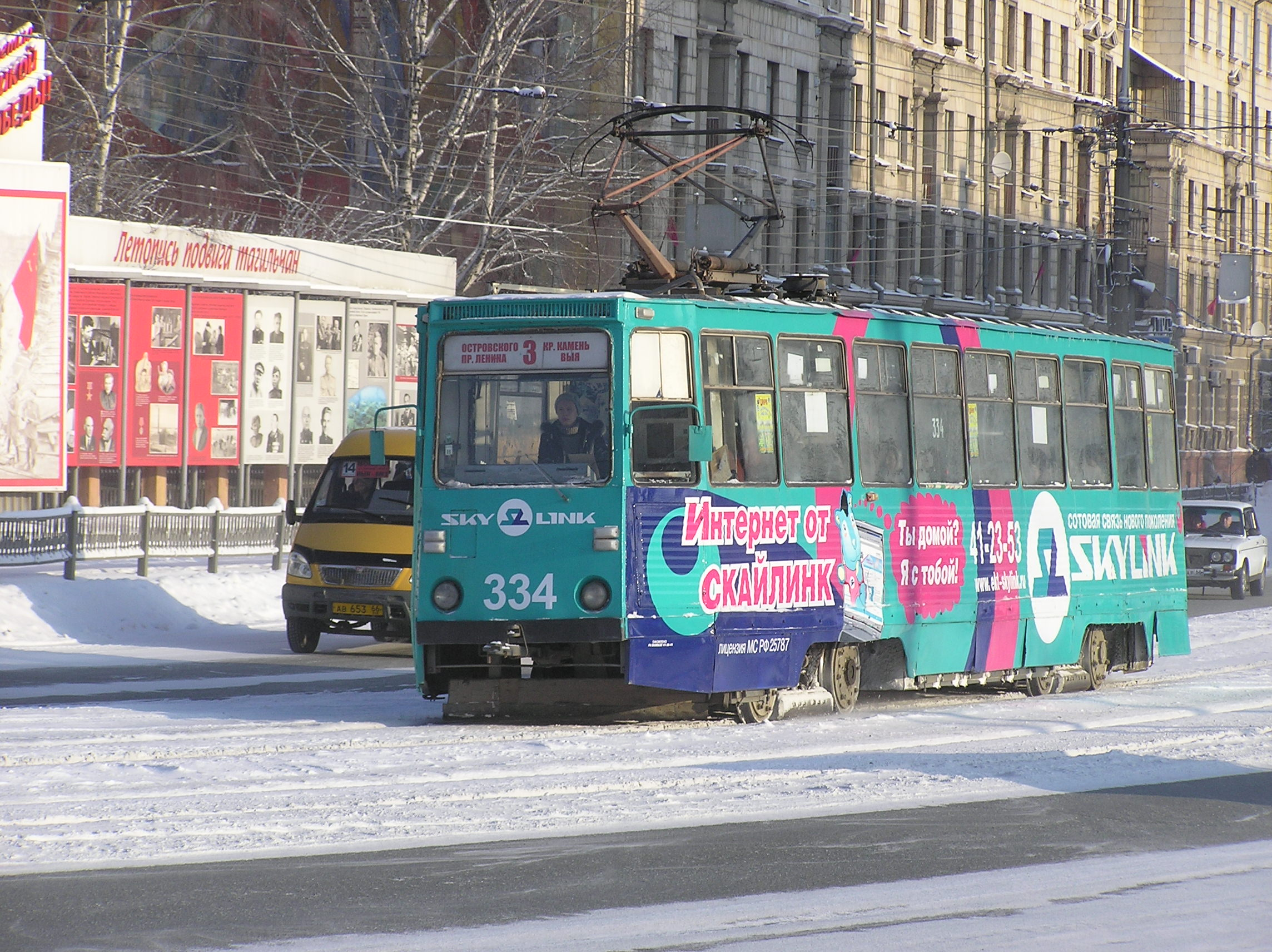
KTM-5（2007年撮影）
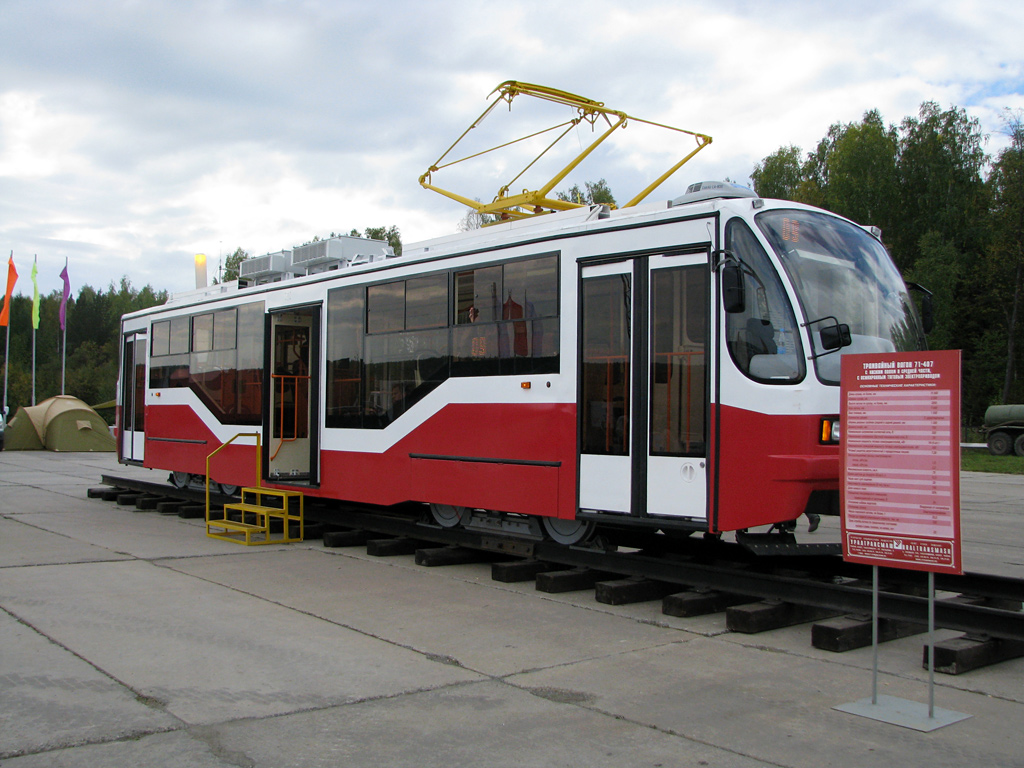
71-407（2009年撮影）